# Xitzo
Xitzo är en ort i Mexiko.   Den ligger i kommunen Santiago de Anaya och delstaten Hidalgo, i den sydöstra delen av landet, 110 km norr om huvudstaden Mexico City. Xitzo ligger 2 092 meter över havet och antalet invånare är 747.
Terrängen runt Xitzo är kuperad åt nordost, men åt sydväst är den platt. Runt Xitzo är det ganska tätbefolkat, med 185 invånare per kvadratkilometer. Närmaste större samhälle är Santiago de Anaya, 2,4 km nordväst om Xitzo. I omgivningarna runt Xitzo växer huvudsakligen savannskog.